# Barbara Muschietti
Barbara Muschietti, även skriven som Bárbara Muschietti, född 22 december 1971 i Vicente López norr om Argentinas huvudstad Buenos Aires, är en argentinsk filmproducent och manusförfattare. Hon är mest känd för att vara producenten bakom skräckfilmen Mama (2013), de Stephen King-baserade skräckfilmerna Det och Det: Kapitel 2 (2017 och 2019), och superhjältefilmen The Flash (2023). Alla dessa fyra filmer är regisserade av hennes yngre bror Andy Muschietti.
Barbara Muschietti har även italiensk bakgrund. Hon är gift med den amerikanske författaren Arthur Phillips.

## Producerade verk (i urval)
- 2013 – Mama
- 2017 – Det
- 2019 – Det: Kapitel 2
- 2020–2022 – Locke & Key (TV-serie)
- 2023 – The Flash
- 2025 – Passagen
- 2025 – It – Welcome to Derry (TV-serie)